# Danail Nikolaev
Danail Nikolaev (Bolhrad, 30 dicembre 1852 – Bankya, 29 agosto 1942) è stato un generale bulgaro.

## Biografia
Nacque nel 1852 da una famiglia bulgara rifugiata da Tarnovo. Nel 1871 si diplomò al Ginnasio di Bolgrad ed entrò nella compagnia di volontari del 54º reggimento di Minsk, di stanza a Chișinău. Il 19 settembre 1873 entrò nell'Accademia militare di Odessa come Junker. Nikolaev si diplomò nel 1875 con il grado di Portupaj-Junker e tornò al suo reggimento, al comando del generale Michail Ivanovič Dragomirov. Quando venne a conoscenza dei preparativi per un'imminente guerra serbo-turca, Nikolaev cercò di dimettersi dall'esercito russo. Tuttavia, gli fu concesso solamente un congedo. Nikolaev combatté quindi come volontario nella guerra serbo-turca prendendo parte alle battaglie di Babina Glava, Mirovica e Gamzigrad.
Nella guerra russo-turca del 1877-78, Nikolaev comandò una compagnia del 5º reggimento del Corpo dei volontari bulgari. Partecipò alle battaglie decisive al passo di Šipka e nei pressi di Sčeinovo. L'8 luglio Nikolaev fu promosso tenente e il 10 agosto dello stesso anno primo tenente dell'esercito russo.
Dopo la liberazione della Bulgaria, Nikolaev prestò servizio nella neonata milizia della Rumelia orientale. All'inizio del 1880 fu nominato comandante del 1º reggimento di Plovdiv e il 1º marzo dello stesso anno fu nominato capitano di stato maggiore dell'esercito russo e della milizia della Rumelia orientale. Nel maggio 1880 divenne comandante del 2º reggimento di Plovdiv. 
Nel 1883 Nikolaev fu nominato maggiore della milizia della Rumelia orientale. Durante le manovre annuali del 1885, Nikolaev comandò gran parte della milizia nei pressi di Saedinenie. Nella notte tra il 6 settembre e il 18 settembre 1885, le truppe di manovra occuparono il capoluogo della Rumelia orientale, Plovdiv, e deposero il governatore Gavril Krastevič. In questo modo, Nikolaev, insieme al Comitato centrale rivoluzionario segreto bulgaro (BGRZK), completò l'esautorazione dei rappresentanti dell'Impero ottomano nella Rumelia orientale. Il 6 settembre successivo, il nuovo governo di Georgi Stranski, di cui faceva parte anche Nikolaev, proclamò l'unificazione della Bulgaria. All'interno del governo, Nikolaev assunse la carica di comandante in capo della milizia della Rumelia orientale.
Il 9 settembre 1885 Nikolaev divenne comandante del Reggimento Tarnovo-Sejmen. Questo reparto prese posizione al confine con l'Impero ottomano, presso l'attuale Simeonovgrad, dove i generali bulgari ritenevano più probabile un attacco nemico in caso di guerra. Questa ipotesi era supportata dal fatto che la Rumelia orientale era ancora nominalmente una provincia ottomana. Nikolaev fu promosso tenente colonnello l'11 settembre. Tuttavia, gli ottomani non sferrarono alcun attacco, anzi, il 1º novembre 1885 la Serbia, sostenuta dall'Austria-Ungheria, dichiarò guerra alla Bulgaria. Entrambi i Paesi volevano infatti evitare che i bulgari ampliassero le loro mire verso la Macedonia, dove viveva una consistente minoranza bulgara. Anche la Russia si opponeva all'aumento del territorio bulgaro in seguito all'unificazione e ai suoi governanti. In risposta all'unificazione, l'Impero russo cessò la cooperazione militare e ritirò dalla Bulgaria sia il personale che le attrezzature militari. Il piano serbo prevedeva di sfondare le difese bulgare e vincere la guerra con un massiccio attacco di quattro divisioni alla capitale bulgara Sofia. Il grosso dell'esercito bulgaro era ancora concentrato al confine con l'Impero ottomano e nei giorni successivi avrebbe dovuto attraversare la Bulgaria unita. Le unità comandate da Nikolaev, tra cui un reggimento di bulgari turchi e pomacchi, raggiunsero Slivnica la sera del 18 novembre 1885, dove dal giorno precedente era in corso una battaglia e dove era stata stabilita la linea di difesa di Sofia. Arrivato sul campo di battaglia, Nikolaev assunse il comando militare dal maggiore Avram Gujčev come ufficiale superiore. Dopo aver vinto lo scontro, guidò la controffensiva bulgara che fu fermata in territorio serbo presso Pirot solo dall'intervento diplomatico dell'Austria-Ungheria. L'esercito serbo si arrese dopo la battaglia di Pirot.
Dopo la guerra, Nikolaev fu nominato colonnello. Un anno dopo, il principe bulgaro Alessandro I fu costretto ad abdicare in seguito ad un colpo di stato sostenuto dai russi e portato in prigionia in Russia. Alla notizia del colpo di stato Nikolaev rientrò a Plovdiv da Vienna. Riuscì quindi a partecipare attivamente al contro-golpe, guidato da Stefan Stambolov. Nikolaev fu nominato Ministro della Difesa nel primo gabinetto di Vasil Radoslavov.
Morì il 29 agosto 1942 a Bankya, oggi un quartiere di Sofia.

## Omaggi
In suo onore, l'ex villaggio di Kalačly fu ribattezzato General Nikolaevo (oggi quartiere di Rakovsky). A Sofia è stato intitolato un viale al generale Nikolaev.